# PZL P.24
PZL P.24 là một mẫu máy bay tiêm kích của Ba Lan, được thiết kế trong thập niên 1930 bởi nhà máy PZL tại Warsaw. Nó được xuất khẩu tới các quốc gia khác, nhưng Ba Lan không sử dụng loại máy bay này.

## Variants
P.24
Sử dụng toàn bộ phần đuôi của P.11c, lắp động cơ Gnome-Rhône 14Kfs engine (930 hp), trang bị 2 khẩu pháo 20 mm và 2 khẩu súng máy.
P.24A
Phiên bản sản xuất.
P.24B
Phiên bản P.24B trang bị 4 khẩu súng máy.
P.24C
Phiên bản P.24C 4 khẩu súng máy và 2 quả bom 50 kg.
P.24D
Phiên bản P.24D được phát triển để bán cho Hungary, nhưng nó không hoàn thành, Hungary đã quay sang mua Fiat CR.32 để thay thế.
IAR P.24E
Phiên bản P.24E được cấp giấy phép cho România tự chế tạo tại hãng IAR với tên gọi IAR P.24E.
P.24F
P.24F trang bị 2 khẩu pháo và 2 khẩu súng máy, mang được bom, lắp động cơ mạnh hơn là 970 hp (720 kW) Gnome-Rhône 14N-07.
P.24G
Phiên bản sản xuất cuối cùng, sản xuất từ năm 1937 lắp động cơ 970 hp (720 kW) Gnome-Rhône 14N-07. The P.24G trang bị 4 khẩu súng máy và bom.
P.24H
P.24H lắp động cơ Gnome-Rhône 14N-21 (1.100 hp) mang 4 khẩu pháo và 2 khẩu súng máy, không hoàn thành.

## Quốc gia sử dụng
Ba Lan

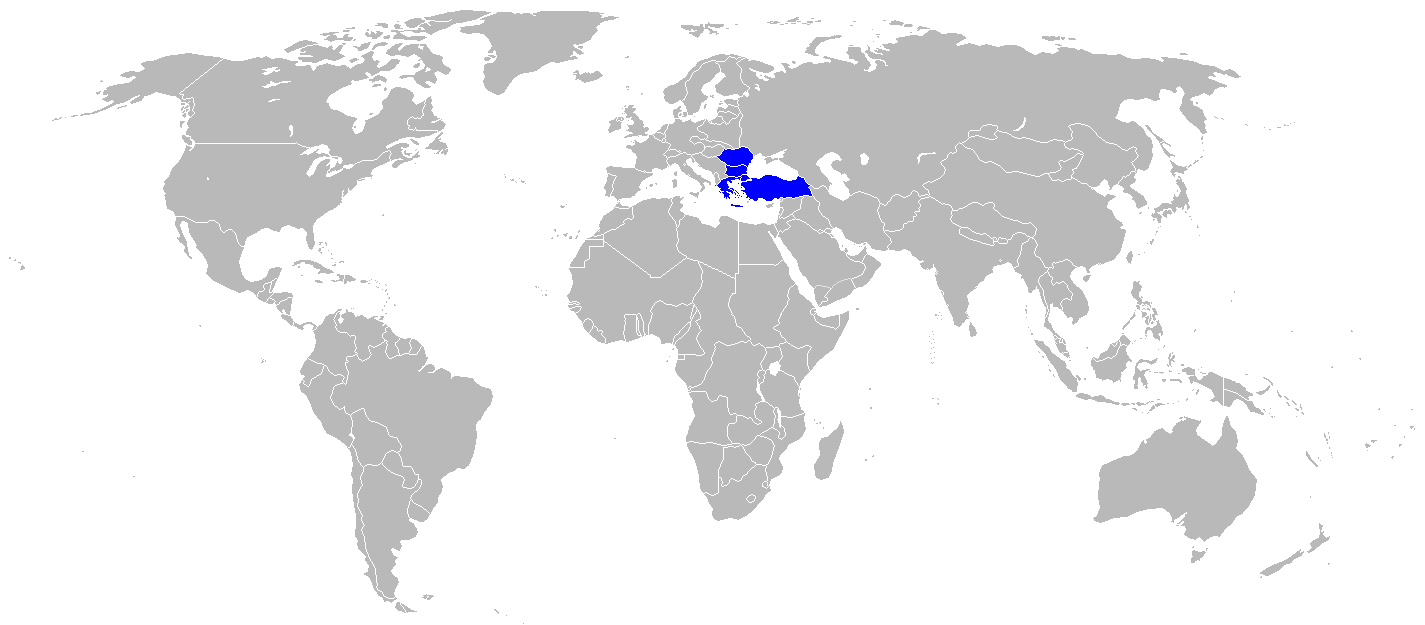
Các quốc gia sử dụng P.24

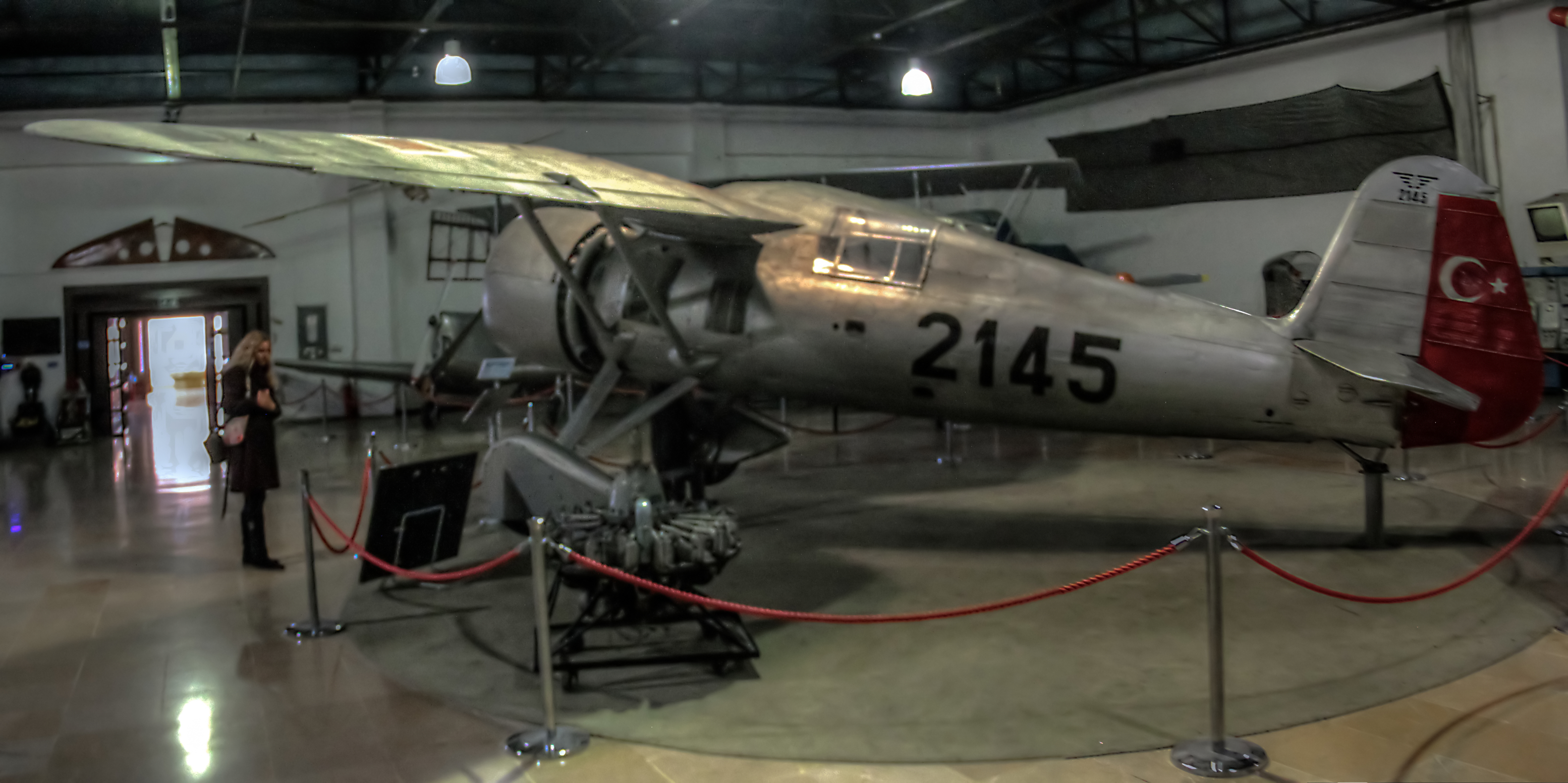
Chỉ còn sót lại ví dụ về một P.24 PZL trên thế giới. Bảo tàng Hàng không Thổ Nhĩ Kỳ, Istambul

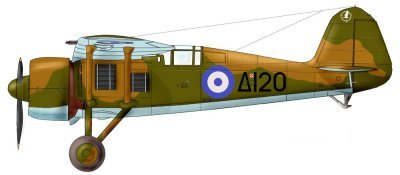
Một chiếc PZL P.24 F/G của Hy Lạp, năm 1940

- Không quân Ba Lan –có 1 chiếc PZL P.11g Kobuz.[2] [N 1]

 Bulgaria
- Không quân Bulgaria – đặt mua 14 chiếc PZL P.24B năm 1937–1938. Sau đó đặt mua thêm 26 chiếc PZL P.24F, 22 chiếc được Ba Lan giao vào tháng 7/1939, ngay trước khi Chiến tranh Thế giới II nổ ra.[N 2]

 Greece
- Không quân Hy Lạp – mua 5 chiếc P.24A vào năm 1937, sau đó thêm 25 chiếc P.24F và 6 chiếc P.24G năm 1938.

 România
- Không quân Hoàng gia Romania – đặt mua 5 chiếc PZL P.24E năm 1937 à chế tạo 25 chiếc IAR P.24E theo giấy phép.[3]

 Thổ Nhĩ Kỳ
- Không quân Thổ Nhĩ Kỳ – đặt mua 14 chiếc P.24A và 26 chiếc P.24C, giao năm 1937. 20 chiếc P.24A/C khác được chế tạo tại Thổ Nhĩ Kỳ ở Kayseri, sau khi đã mua thêm 30 chiếc P.24G khác.

## Tính năng kỹ chiến thuật (P.24C)

### Đặc điểm riêng
- Tổ lái: 1
- Chiều dài: 7,81 m (25 ft 7 in)
- Sải cánh: 10,68 m (35 ft 1 in)
- Chiều cao: 2,7 m (8 ft 19 in)
- Diện tích cánh: 17,90 m² (192,7 ft²)
- Trọng lượng rỗng: 1.330 kg (2.930 lb)
- Trọng lượng có tải: 1.915 kg (4.220 lb)
- Trọng lượng cất cánh tối đa: 2.000 kg (4.400 lb)
- Động cơ: 1 × Gnome-Rhône 14Kfs, 900 hp / 930 hp (max) (671 kW / 693 kW (max))

### Hiệu suất bay
- Vận tốc cực đại: 430 km/h (270 mph)
- Tầm bay: 550 km (340 mi)
- Trần bay: 10.500 m (34.449 ft)
- Vận tốc lên cao: 11,5 m/s (2.260 ft/phút)
- Lực đẩy/trọng lượng: 0,376 kW/kg (0,230 hp/lb)

### Vũ khí
- 4 khẩu súng máy
- 2 quả bom 50 kg (110 lb)